# دی بهیموت
دی بهیموت (انگلیسی: The Behemoth) شرکت بازی ویدئویی آمریکایی است، که در سال ۲۰۰۳ تأسیس شده است.